# Piero Toscani
Piero Toscani (né le 28 juillet 1904 à Milan et mort le 23 mai 1940 dans la même ville) est un boxeur italien de l'entre-deux-guerres.

## Biographie
Piero Toscani devient champion olympique aux Jeux d'Amsterdam en 1928 dans la catégorie poids moyens en battant en finale le Tchèque Jan Heřmánek.

## Parcours auxJeux olympiques
Jeux olympiques d'été de 1928 à Amsterdam (poids moyens) :
- Bat Johanes Inguard Ludvigsen (Danemark) aux points
- Bat Oscar Kjallander (Suède) aux points
- Bat Leonard Steyaert (Belgique) aux points
- Bat Jan Heřmánek (Tchécoslovaquie) aux points